# Les Moussières
 Les Moussières  es una población y comuna francesa, situada en la región del Franco Condado, departamento de Jura, en el distrito de Saint-Claude y cantón de Les Bouchoux.

## Demografía
| 249 | 226 | 208 | 209 | 206 | 164 | 187 | 195 | 169 |
| Para los censos de 1962 a 1999 la población legal corresponde a la población sin duplicidades (Fuente: INSEE [Consultar]) |     |     |     |     |     |     |     |     |